# 大澤本家酒造
大澤本家酒造株式会社（おおさわほんけしゅぞう）は、江戸中期の1770年（明和7年）に大阪府堺市で創業し、250余年の歴史を有する清酒メーカーである。
酒の銘柄は『寳娘（たからむすめ）』。1954年（昭和29年）に、灘五郷の一つである、兵庫県西宮市の西宮郷に移転。『原酒ひとすじに』を謳い文句に掲げている。
現在の当主は9代目大澤一雅。
杜氏の目の行き届く醸造量を守り、全ての工程を手作業で酒造りをし、隅々まで杜氏の手が入った醸造方法を代々受け継いでいる。
商品は純米大吟醸原酒、純米原酒、特撰原酒など原酒がメインの商品構成。
毎年1月からは、しぼりたて新酒、酒カスを期間限定販売。
蔵見学も可能。
蔵元直売にて販売している。

## 主な商品

### 清酒原酒系
- 原酒の原酒25 まぼろしの銘酒
- 原酒の原酒23
- コモ樽(樽型)

### 清酒加水系
- 寶娘 特撰酒
- 寶娘16(甘口・辛口)

### 季節限定版
- しぼりたて生原酒
- にごり酒

(また、季節限定商品は１月初旬から６月末までの販売となっている。)